# 36e division (armée impériale japonaise)
Pour les articles homonymes, voir 36e division.
La 36e division (第36師団, Dai-sanjū-roku shidan) est une unité d'infanterie de l'armée impériale japonaise. Son nom de code est Division Neige (雪兵団, Yuki-heidan). Elle est créée le 7 février 1939 à Hirosaki en même temps que les 32e, 33e, 34e, 35e, et 37e divisions.

## Histoire
La 36e division est initialement assignée à la 1re armée comme force de garnison dans le nord de la Chine. En mai 1943, 15 000 hommes patrouille à Taiyuan avec 50 chars Type 95 Ha-Go, 20 % immobilisés par des pénuries de carburant.

Elle est assignée ensuite à la 2e armée et avance au sud en octobre 1943. Elle est reformée en division de transport maritime le 5 novembre 1943 et ses régiments d'infanterie absorbent les unités d'artillerie et de génie. Peu après, la 36e division quitte Shanghai, s'arrête brièvement sur l'île indonésienne de Halmahera, et débarque finalement à Sarmi (en) en Nouvelle-Guinée. La majeure partie du 222e régiment d'infanterie est envoyée sur Biak (formant le « détachement de Biak ») où il est annihilé lors de la bataille de Biak le 17 août 1944. En Nouvelle-Guinée, les forces américaines débarquent à Aitape le 22 avril 1944 et à Sarmi le 17 mai 1944, repoussant la 36e division de la côte. À partir de juin 1944, les combats en Nouvelle-Guinée ne sont plus que des escarmouches sporadiques, et le reste de la 36e division survit jusqu'à la capitulation du Japon le 15 août 1945 presque indemne, seulement avec des problèmes de vivres.